# Lipinki Łużyckie (village)
Pour les articles homonymes, voir Lipinki Łużyckie.
Lipinki Łużyckie (prononciation : [ˈbrɔʐɛk]) est un village polonais de la gmina de Lipinki Łużyckie dans le powiat de Żary de la voïvodie de Lubusz dans l'ouest de la Pologne.
Le village est le siège administratif (chef-lieu) de la gmina appelée gmina de Lipinki Łużyckie.
Il se situe à environ 9 kilomètres à l'ouest de Żary (siège de le powiat) et 48 kilomètres au sud-ouest de Zielona Góra (siège de la diétine régionale).
Le village comptait approximativement une population de 1 800 habitants en 2006.

## Histoire
Le nom allemand du village était Linderode.
Après la Seconde Guerre mondiale, avec les conséquences de la Conférence de Potsdam et la mise en œuvre de la ligne Oder-Neisse, le village est intégré à la République populaire de Pologne. La population d'origine allemande est expulsée et remplacée par des polonais.
De 1975 à 1998, le village est attaché administrativement à la voïvodie de Zielona Góra.

Depuis 1999, il fait partie de la voïvodie de Lubusz.